# 아이누어
아이누어(아이누어: アイヌ・イタㇰ 아이누 이탁, Айну Итак, Aynu itak / 러시아어: Айнский язык 아인스키 야지크[*] / 일본어: アイヌ語 아이누고[*])는 사할린주, 캄차카 지방, 홋카이도의 선주민 아이누 민족의 언어로, 모어 화자가 거의 남지 않아 현재 사멸 직전이다. 지명 등의 증거로 미루어보아 고대에 혼슈 북부에서도 사용되었다고 추정된다. 아이누어 사용 지역 바로 북부인 사할린 북부와 아무르강 유역에 분포하는 니브흐어와의 관계에 주목한 학자들도 있다. 그 외 알타이어족과의 관계에 대한 설도 제기된 바 있다.
현재 아이누어는 크게 고전 아이누어와 현대 회화체 아이누어로 나눌 수 있으며, 고전 아이누어는 유카르를 비롯한 구전문학에서 쓰이는 언어로 현대 회화체 아이누어에 비해 보다 포합적이며 복잡한 문법 구조를 갖고 있는 특징이 있다. 아이누어는 고전 아이누어에서 현대 회화체 아이누어로 이행하는 과정에서 포합적 요소가 많이 사라지고 분석적 요소로 대체된 역사언어학적인 중요한 사례로 간주된다.

## 음운[3]
아이누어 음절은 CV(C) 구조로 되어 있으며 자음들이 연속해서 일어나는 경우는 적다.
|        | 전설 | 중설 | 후설 |
| ------ | ---- | ---- | ---- |
| 고모음 | i    |      | u    |
| 중모음 | e    |      | o    |
| 저모음 |      | a    |      |

|        | 양순음 | 양순연구개음 | 치경음 | 경구개음 | 연구개음 | 성문음 |
| ------ | ------ | ------------ | ------ | -------- | -------- | ------ |
| 파열음 | p      |              | t      |          | k        | ʔ      |
| 파찰음 |        |              | ts     |          |          |        |
| 비음   | m      |              | n      |          |          |        |
| 마찰음 |        |              | s      |          |          | h      |
| 반모음 |        | w            |        | j        |          |        |
| 탄음   |        |              | ɾ      |          |          |        |

성문 파열음/ʔ/은 단어 첫머리의 강세가 들어가는 모음 앞에서만 나타나며 글로는 쓰이지 않는다. /s/는 /i/ 앞에 오거나 끝소리로 날 때 [ʃ]로 소리가 나며, 사할린 방언에서는 끝소리에 /p, t, k, r/이 오면 /h/를 첨가한 소리가 난다. 아이누어의 강세는 발음에 따라 달라지며, 접사가 들어 있는 낱말은 어간에 강세가 들어가고, 두음절 이상의 단어에서 첫음절이 닿소리로 끝나거나 복모음일 때에는 첫음절에 강세가 들어가며, 기타 다른 경우에는 두 번째 음절에 강세가 들어간다.

## 방언
아이누 민족은 통일된 정치체제 없이 코탄이라 불리는 거주군을 중심으로 생활해 왔으며, 현재까지 언어의 표준화는 이루어지지 않고 있다. 아이누어의 방언은 크게 홋카이도 방언, 사할린(가라후토) 방언, 쿠릴 열도(지시마) 방언으로 구분되며, 쿠릴 열도 방언은 현재 사멸된 상태이며 사할린 방언은 현존여부가 확실하지 않은 상태이다. 소련의 해체 이전까지 일본에서의 사할린 아이누어 연구는 주로 태평양 전쟁 이후 사할린에서 이주해 온 아이누 유민들을 대상으로 행해졌다.
사할린과 홋카이도의 방언은 서로 큰 차이를 보이지만 핫토리의 《아이누어방언사전(アイヌ語方言辞典)》(1963)에 따르면 홋카이도 최북단의 소야(宗谷) 방언은 사할린 방언과 가장 가까운 것으로 드러나 방언의 지역적 구분이 단절적이지 않고 연속적임을 보였다.
현재 아이누어의 주요 방언으로는 호로베츠(幌別), 사루(沙流), 지토세(千歳), 시즈나이(静内), 우라카와(浦河), 사마니(様似), 사할린, 쿠릴 열도 등이 거론되며, 상대적으로 자료를 입수하기 쉬운 것으로는 사루와 지토세 방언이 거론된다.

## 문법
아이누어는 기본적으로 주어 - 목적어 - 서술어 어순으로 되어 있으며, 다양한 조사가 사용된다. 유카르의 언어인 고전 아이누어는 현대 회화체 아이누어에 비해 보다 포합어(polysynthetic)로서의 성질을 띠고 있어 목적어나 부사가 동사에 포합되는 경우가 많다. 아래의 문법은 현대 회화체 아이누어를 기준으로 한다.

### 대명사
아이누어의 대명사는 접사로 이루어져 있으며 동사가 자동사인가 타동사인가에 따라서, 혹은 대명사가 목적어로 쓰이는가에 따라서 다른 접사를 사용한다. 아이누어의 1인칭 복수 대명사는 듣는 사람을 포함하는 경우("나와 당신을 포함한 우리들")와 포함하지 않는 경우("당신을 제외한 우리들"."저희들")를 구분하는 반면 3인칭은 단수와 복수의 구분이 없으며 별다른 접사를 사용하지도 않는다.
| 자동사 | 1인칭 단수 | 1인칭 복수                | 2인칭 단수 | 2인칭 복수 | 3인칭 |
|        | ku=        | =as (배제), =an (포함)    | e=         | eci=/esi=  | 없음  |
| 타동사 | 1인칭 단수 | 1인칭 복수                | 2인칭 단수 | 2인칭 복수 | 3인칭 |
|        | ku=        | ci= (배제), a=/an= (포함) | e=         | eci=/esi=  | 없음  |
| 목적어 | 1인칭 단수 | 1인칭 복수                | 2인칭 단수 | 2인칭 복수 | 3인칭 |
|        | en=        | =uni (배제), i= (포함)    | e=         | eci=/esi=  | 없음  |

예로 ek (오다) 라는 동사를 사용할 때, ku=ek "내가 온다", e=ek "네가 온다", ek "그/그녀/그들이 온다" 등과 같은 형태가 된다.
주어를 강조할 필요가 있을 때는 따로 대명사를 쓰기도 한다.
| 1인칭 단수 | 1인칭 복수 (포함) | 2인칭 단수   | 2인칭 복수 | 2인칭 경어 | 3인칭 |
| kuani      | aoka              | eani, ecioka | ecioka     | aoka       | oka   |

위의 예문을 주어 대명사를 사용하면 kuani ku=ek, eani e=ek, oka ek이 된다.

### 형용동사
아이누어의 동사는 주어나 시제에 따라 변화하지 않으며, 극히 일부의 동사들만이 주어의 단/복수에 따라 다른 형태를 취한다. 아이누어의 단/복수 동사 형태는 일상적으로 자주 쓰이는 동작이나 이동과 관련된 단어들에 한정되어 있으며, 복수 어미 -p, -pa를 취하기도 하는 반면 oman, paye와 같이 전혀 다른 동사가 쓰이기도 한다.
| 한국어                  | 단수   | 복수    |
| 가다                    | oman   | paye    |
| 오다                    | ek     | arki    |
| 들어가다                | ahun   | ahup    |
| (강 등을 타고) 내려가다 | san    | sap     |
| 일어나다, 날아오르다    | hopuni | hopunpa |
| 돌아오다                | hosipi | hosippa |

아이누어는 한국어, 일본어와 마찬가지로 형용사와 동사의 구분이 엄밀하지 않다. 긴다이치 교스케, 지리 마시호와 같은 초기 언어학자들은 독립된 형용사의 존재를 가정했으나 현재는 형용동사, 용언, 혹은 술어 등의 용어가 사용된다. 아이누어에서 형용사의 구실을 하는 단어들은 그 자체로 "~이다, ~하다"와 같은 계사를 포함하고 있으며 문맥에 따라 "XX하다"라는 뜻뿐 아니라 "XX하게 되다"를 의미하기도 한다.
Mean.
(날씨가) 춥다, 추워지다.
Sirperke.
(날이) 밝다, 밝아지다.

## 문자
공식적으로 아이누어는 일본의 가타카나로 쓰인다. 하지만 가타카나에는 끝소리에 해당하는 글자가 부족하기 때문에 확장 문자가 쓰인다. 유니코드의 "Katakana Phonetic Extensions"(31F0-31FF) ,  영역이 이에 해당한다. 러시아의 아이누어는 키릴 문자를 쓴다. 또 아이누어는 로마자로 쓰이기도 한다. 아이누 타임즈는 가타카나와 로마자로 출판한다.

## 문학
오랫동안 기록할 문자가 없었기 때문에 문학은 거의 대부분 구전에 따른 것이다. 영웅 서사시 유카르는 고대의 문법과 어휘를 보존하고 있다.

## 일본어에 끼친 영향

### 땅이름
홋카이도에는 아이누어에서 유래한 지명이 많으며, 혼슈 북부에도 아이누어 유래 지명이 몇 남아있다. 아래는 아이누어 유래 지명의 예시이다.
- 삿포로시(札幌市) < satporopet 삿포로펫 < Сат поро пэт 삿포로펫(마르고 광대한 대지)
- 도마코마이시(苫小牧市) < tomacomanai 토마코마나이 < То мак ома най 도막오마나이(늪 안에 있는 강)
- 왓카나이시(稚内市) < bakanai 바카나이 < Ям вакка най 얌 와카나이(샘이 있는 늪)
- 시레토코반도(知床半島) < siretoku 시레토크 < Шир эток 실에톡(땅의 끝)

### 동물 이름
포유류
- 순록(아이누어: тунaккaй トゥナカイ 두나카이, 일본어: トナカイ 도나카이[*])
- 해달(아이누어: рaкко ラッコ 락코, 일본어: ラッコ 랏코[*])
- 물개(아이누어: оттосэй, 일본어: オットセイ 옷토세이[*])

조류
- 에토피리카(아이누어: этупиркa エトゥピリカ 에투피리카, 일본어: エトピリカ 에토피리카[*])

어류
- 유엽어(아이누어: сусaм スサㇺ 스삼, 일본어: シシャモ 시샤모[*])

## 같이 보기
- 가야노 시게루

## 참고 문헌
- Tamura, Suzuko. <The Ainu Language>, Tokyo: Sanseido. 2000. ISBN 0-8248-0724-3